# Abul Fauaris Maomé ibne Nácer Adaulá

Árvore genealógica da dinastia hamadânida

Abul Fauaris Maomé ibne Nácer Adaulá (Abū'l-Fawāris Muḥammad ibn Nāṣir al-Dawla - lit. "Abul Fauaris Maomé, filho de Nácer Adaulá") foi um príncipe hamadânida, ativo como governador e general de seu tio, o emir de Alepo Ceife Adaulá. Era um dos filhos do emir de Moçul Nácer Adaulá. Em 337 A.H. (947/948) seu tio nomeou-o governador de sua capital Alepo e ele liderou tropas contra o exército bizantino que invadiu as redondezas de Antioquia, mas foi derrotado com pesadas baixas pelo general Leão Focas, o Jovem.
Em 959, Abul Fauaris Maomé liderou outra campanha contra os bizantinos, mas foi capturado com todos os seus oficiais e escoltado por Leão Focas. Ele permaneceu em cativeiro até a troca de prisioneiros de 23 de junho de 966 em Samósata, quando foi libertado ao lado de outros prisioneiros hamadânidas, incluindo o celebrado poeta Abu Firas Hamadani.